# Stenhomalus basilewskyi
Stenhomalus basilewskyi är en skalbaggsart som först beskrevs av Pierre Lepesme och Stefan von Breuning 1956.  Stenhomalus basilewskyi ingår i släktet Stenhomalus och familjen långhorningar. Inga underarter finns listade i Catalogue of Life.